# Bob Menendez
Robert Menendez, detto Bob (New York, 1º gennaio 1954), è un politico e avvocato statunitense, senatore per lo stato del New Jersey dal 2006 al 2024 e membro della Camera dei Rappresentanti per lo stesso stato dal 1993 al 2006. il 16 luglio 2024, Menendez è stato arrestato e condannato ad 11 anni di reclusione per reati come frode, corruzione ed estorsione. Contestualmente, Menendez è stato dichiarato decaduto dalla carica di senatore e sostituito ad interim da George Helmy.

## Biografia
Nato a New York da genitori cubani che avevano lasciato Cuba poci mesi prima, nel 1953. Suo padre, Mario Menéndez, era un falegname e sua madre, Evangelina, una sarta. Successivamente la famiglia si trasferì nel New Jersey, dove lui crebbe a Union City. Ha frequentato la Union Hill High School, dove la sua insegnante, Gail Harper, lo ha aiutato a svilupparsi come oratore pubblico. Menendez ha detto: "Mia madre e la signorina Harper mi hanno fatto capire il potere dell'istruzione, cosa significa dare un premio all'apprendimento e al duro lavoro".
È stato il primo della sua famiglia ad andare al college, frequentando il Saint Peter's College di Jersey City. Si è laureato in scienze politiche e ha conseguito il dottorato in giurisprudenza presso la Rutgers Law School nel 1979 a Newark. Ammesso all'Ordine degli avvocati del New Jersey nel 1980, ha iniziato a lavorare in uno studio privato.
Successivamente si dedicò alla politica con il Partito Democratico, fino ad essere eletto sindaco di Union City nel 1986 con il 57% dei voti battendo il sindaco uscente, William V. Musto, di cui era stato qualche anno prima assistente.  Menendez fu sindaco fino al 1992 ma già nel novembre 1987 fu eletto per rappresentare il 33º distretto dello stato nell'Assemblea Generale del New Jersey.

### Camera dei Deputati (1992-2006)
Ha continuato a ricoprire entrambe le cariche fino al marzo 1991, quando fu eletto alla Camera dei Rappresentanti degli Stati Uniti per il New Jersey battendo il giudice della Corte superiore del New Jersey Fred J. Theemling Jr. alle elezioni generali con il 64% dei voti. Successivamente, è stato rieletto ogni due anni con almeno il 71% dei voti fino alla sua nomina al Senato degli Stati Uniti nel gennaio 2006.
Menendez, che viene descritto come molto vicino ai repubblicani in politica estera, votò a favore della fallita risoluzione sul Kosovo che autorizzava l'uso della forza militare contro la Jugoslavia nella guerra del Kosovo. È stato uno dei primi sostenitori della prevenzione dell'Iran dall'ottenere capacità nucleari, sponsorizzando l'Iran Nuclear Proliferation Prevention Act del 1998, che è stato approvato dalla Camera ma non è riuscito a passare al Senato.
Menendez ha votato a favore dell'autorizzazione all'uso della forza militare contro i terroristi, autorizzando il presidente a usare la forza militare in Afghanistan in risposta agli attacchi terroristici dell'11 settembre. Nel 2002, Menendez votò contro la risoluzione sull'Iraq che autorizzava l'invasione dell'Iraq. Ha votato contro lo United Nations Reform Act del 2005, tagliando i finanziamenti statunitensi alle Nazioni Unite del 50% in tre anni, e ha sponsorizzato lo Tsunami Orphans and Unaccompanied Children Act del 2005 per assistere le vittime del terremoto e dello tsunami dell'Oceano Indiano del 2004. Menendez ha votato a favore del PATRIOT Act nel 2001 e nel 2006 per la sua riautorizzazione.
Nel 105º Congresso, Menendez votò a favore del Gramm-Leach-Bliley Act, che abrogava le disposizioni del Glass-Steagall Act del 1933 che limitava le banche di investimento dall'acquisire compagnie assicurative o altre banche commerciali, e votò a favore del Commodity Futures Modernization Act del 2000. Dopo lo scandalo Enron del 2001, Menendez votò con altri 333 membri della Camera a favore del Sarbanes-Oxley Act.

### Senato degli Stati Uniti (2006-2024)
Nel gennaio 2006, il governatore Jon Corzine, che si era dimesso da senatore dopo essere stato eletto governatore due mesi prima , nominò Menendez per ricoprire l'ultimo anno in Senato. Menendez è stato così il sesto latinoamericano ad occupare un seggio al Senato degli Stati Uniti. 

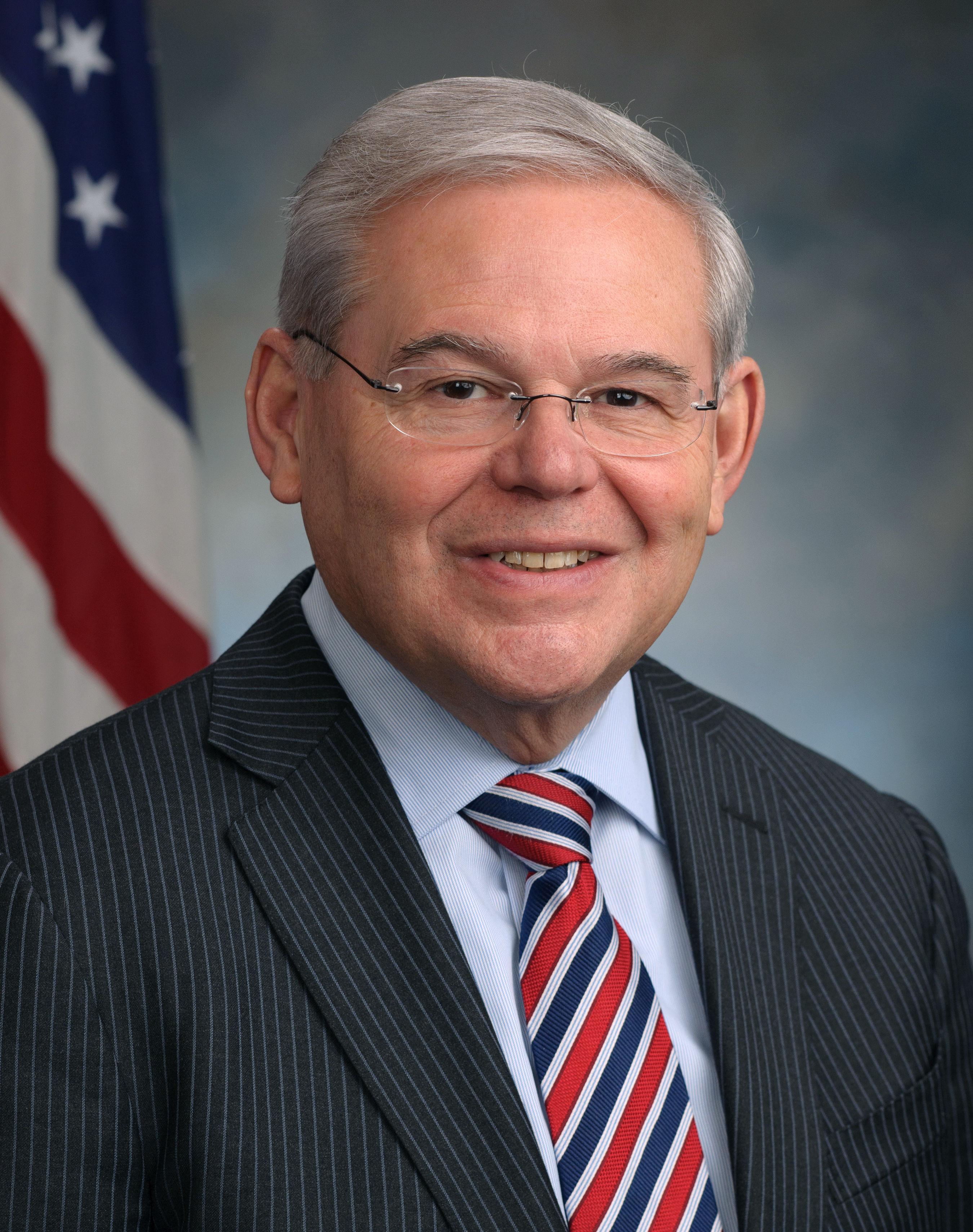
Robert Menendez nel 2015

Il 13 febbraio 2013 è succeduto a John Kerry, nominato nuovo Segretario di Stato nella seconda amministrazione Obama, come Presidente della Commissione Esteri del Senato.
Nel 2015 Menendez si è classificato al primo posto nella Power List annuale di The Hudson Reporter delle "cinquanta figure politiche più potenti della contea di Hudson".
Il 6 gennaio 2021, Menendez stava partecipando alla certificazione del conteggio dei voti del Collegio elettorale degli Stati Uniti quando i sostenitori di Trump hanno attaccato il Campidoglio. Dopo che i rivoltosi hanno fatto breccia nell'edificio, è stato evacuato in un luogo segreto con altri senatori. Ha definito l'attacco "anarchia" e "un giorno triste per la nostra democrazia". Dopo che il Campidoglio fu rimesso in sicurezza e il Congresso si riunì di nuovo, Menendez votò per certificare l'elezione di Joe Biden a Presidente degli Stati Uniti. Menendez ha incolpato Trump e i repubblicani che hanno sostenuto le sue affermazioni infondate di frode elettorale per aver incitato l'attacco. Ha anche chiesto un'indagine sulla supremazia bianca nell'esercito.
Il 16 luglio 2024 una giuria dello Stato di New York ha ritenuto Menendez colpevole di aver fornito al governo egiziano informazioni riservate su alcuni dipendenti dell’amministrazione statunitense e di avere interferito in indagini relative a uomini d’affari del New Jersey in cambio di lingotti d’oro e di un’auto. Il 29 gennaio 2025 è stato condannato a 11 anni di carcere per vari reati, tra cui corruzione, frode ed estorsione.

## Idee politiche

### Immigrazione
Menendez è un "sostenitore aggressivo" della riforma dell'immigrazione, definendola la "questione dei diritti civili del nostro tempo".  Ha introdotto numerosi atti legislativi nel tentativo di rivedere quello che chiama il nostro "sistema di immigrazione fallito". Menendez ha introdotto il Comprehensive Immigration Reform Act del 2011, bocciato nella Commissione Giustizia del Senato. Nel 2009, ha introdotto l'Orphans, Widows, and Widowers Protection Act, garantendo un percorso verso la cittadinanza per i vedovi privi di documenti e gli orfani di cittadini statunitensi deceduti.
Menendez è un forte sostenitore del DREAM Act, affermando: "I bambini non dovrebbero essere puniti per le azioni dei loro genitori. Questi ragazzi sono cresciuti come americani, hanno lavorato duro a scuola e ora vogliono servire il nostro paese nell'esercito o perseguire un'istruzione universitaria. Questa è l'unica casa che molti di loro hanno conosciuto e dovrebbero essere incoraggiati a perseguire il sogno americano". Ha votato a favore del DREAM Act nel 2007 ed è stato cosponsor insieme ad altri 31 senatori nel fallito passaggio della legge nel 2010.
Menendez ha votato contro la negazione dello status legale agli immigrati illegali condannati per violenza domestica, crimini contro i bambini e crimini relativi all'acquisto o alla vendita illegale di armi da fuoco, ma ha votato per stabilire un divieto da sei mesi a 20 anni per gli immigrati privi di documenti che cercano la cittadinanza. Ha votato contro l'emendamento 1151 del Senato, che dichiara l'inglese la lingua nazionale del governo federale degli Stati Uniti e ha votato per continuare il finanziamento federale per le "città santuario" dichiarate.
Ha votato a favore del Secure Fence Act del 2006, costruendo 1.100 km di barriere fisiche e ampliando la sorveglianza al confine tra Messico e Stati Uniti e e ha sostenuto l'emendamento 4775 del Senato, che avrebbe stanziato 1,8 miliardi di dollari per la costruzione di 600 km di recinzione a triplo strato e 742 km di barriere per veicoli lungo parti del sud-ovest.

### Politica LGBT
Nel 1999, Menendez votò contro una proposta di emendamento che avrebbe vietato l'adozione a Washington DC da parte di coppie dello stesso sesso e di altre persone non legate da sangue o matrimonio. L'emendamento è fallito con 213 voti favorevoli e 215 contrari.
Riguardo ai diritti dei gay, Menendez ha detto: "Due persone che vogliono impegnarsi l'una con l'altra dovrebbero poter contrarre matrimonio e dovrebbero ricevere i benefici che derivano da tale impegno".

### Politica sulle armi
Menendez ha un rating "F" dal NRA Political Victory Fund e un rating "F−" da Gun Owners of America a causa del suo sostegno alla riforma della legge sulle armi. Nello specifico, sostiene il controllo universale dei precedenti personali e il divieto delle armi d'assalto.
Nel gennaio 2019, Menendez è stato uno dei 40 senatori a introdurre il Background Check Expansion Act, un disegno di legge che richiederebbe controlli dei precedenti per la vendita o il trasferimento di tutte le armi da fuoco, compresi i venditori senza licenza. Le eccezioni al requisito del controllo dei precedenti della legge includevano trasferimenti tra membri delle forze dell'ordine, prestito di armi da fuoco per eventi di caccia o sportivi su base temporanea, fornitura di armi da fuoco in dono a membri della propria famiglia immediata, armi da fuoco trasferite come parte di un'eredità o donazione di un consegnare temporaneamente l'arma ad un'altra persona per immediata difesa personale.
Nel giugno 2019, Menendez è stato uno dei quattro senatori a cosponsorizzare l'Help Empower Americans to Respond (HEAR) Act, una legislazione che vieterebbe l'importazione, la vendita, la produzione, l'invio altrove o il possesso di soppressori e garantirebbe un programma di riacquisto di silenziatori, oltre a includere alcune eccezioni per il personale attuale ed ex delle forze dell'ordine. Il disegno di legge aveva lo scopo di rispondere alla sparatoria a Virginia Beach, in cui l'autore del reato ha utilizzato una pistola calibro 45 con caricatori multipli estesi.

## Vita privata
Bob Menendez è stato sposato per ventinove anni con l'insegnante Jane Jacobsen, da cui ha avuto i due figli Robert e Alicia. La figlia Alicia lavora come giornalista ed è corrispondente di varie emittenti fra cui la CNN e Fox News. Rob Menendez, che lavorò come commissario dell'Autorità portuale di New York e New Jersey e fu eletto al Congresso nell'ottavo congresso del New Jersey nel 2022 come democratico.  Menendez e Jacobsen divorziarono nel 2005.
Dopo alcune relazioni (da Gwendolyn Beck, una scrittrice che lui portò alla Casa Bianca nel 2010 per una cena di stato, ad Alicia Mucci) nel dicembre 2018 Menendez ha incontrato Nadine Arslanian all'IHOP di Union City. Nell'ottobre 2019 si sono recati in India e si sono sposati nell'ottobre 2020. Da allora vive nella casa della sua nuova moglie, a Englewood Cliffs.